# Mediq
Mediq is een Nederlands bedrijf dat zich bezighoudt met de levering van medische hulpmiddelen en bijbehorende zorg aan huis en aan instellingen. De naam is een samentrekking van 'medisch' en 'IQ'. Oorspronkelijk was het een groothandel voor medicijnen.

## Activiteiten
Mediq levert medische (hulp)middelen aan zorginstellingen en aan patiënten thuis. Het bedrijf heeft naast de activiteiten in Nederland dochterondernemingen in België, Duitsland, Denemarken, Zweden, Finland, Noorwegen, Engeland, Hongarije, Zwitserland, Estland, Letland en Litouwen. De dochterondernemingen variëren met betrekking tot hun activiteiten. De Belgische tak bijvoorbeeld levert vrijwel uitsluitend aan zorginstellingen en eerstelijnswerkers, en niet direct aan patiënten.

## Geschiedenis
Het bedrijf werd in 1899 als coöperatieve apothekersvereniging onder de naam Onderlinge Pharmaceutische Groothandel (OPG) opgericht. Apothekers waren bevreesd voor het leveren van medicijnen door 'onbevoegden', men wilde gezamenlijk inkopen en begon op kleine schaal ook zelf eenvoudige geneesmiddelen te produceren. Het scala aan activiteiten werd in de loop der jaren steeds breder. In 1988 besloten de apothekers tot naamsverandering in Coöperatieve Apothekers Vereniging OPG U.A. Het woord 'groothandel' kwam te vervallen, maar de afkorting OPG bleef gehandhaafd. In 2001 wijzigde de organisatievorm van coöperatie in naamloze vennootschap, de naam werd nu OPG Groep NV. In 2009 koos men voor  Mediq NV, in lijn met de internationalisering van de activiteiten. Het bedrijf is actief in 14 landen met vooral de levering van medische (hulp)middelen. De onderneming was van 1992 tot 2013 beursgenoteerd aan de Euronext Amsterdam.

### Overname door Advent
In 2012 kwam het tot een openbaar bod van Advent International, een private-equitybedrijf op de aandelen van Mediq.
Dit bod impliceerde een premie van 53% ten opzichte van de slotkoers van Mediq op 21 september 2012. De Raad van bestuur en de Raad van commissarissen van Mediq, en Templeton Investment Counsel en Silchester International Investors, aandeelhouders met in totaal 20,2% van de aandelen, ondersteunden het bod.
Op 20 december 2012 heeft een meerderheid van de Mediq aandeelhouders de voorstellen van de bestuurders weggestemd. Daarmee was de voorgenomen overname door Advent onzeker geworden. De aandeelhouders hebben niet ingestemd met de voorwaardelijke benoeming van nieuwe commissarissen, ook de statutenwijziging kreeg geen goedkeuring en de zittende commissarissen kregen ten slotte geen decharge voor het door hun gevoerde beleid. Op 18 januari 2013 verhoogde Advent haar bod tot € 819 miljoen in totaal. Per 1 februari had Advent ruim 96% van de aandelen Mediq in handen. De overdracht van de aandelen vond plaats op 13 februari en op 13 maart 2013 verdween het aandeel van de Amsterdamse beurs.

### Verkoop apotheken
Op 9 december 2014 werd bekend dat branchegenoot Brocacef de 219 apotheken in Nederland van Mediq overneemt.
De naam Mediq Apotheken is daarbij verdwenen en heeft plaatsgemaakt voor BENU. Mediq behoudt het onderdeel Direct & Institutioneel (D&I). D&I is internationaal actief en levert medische hulpmiddelen en bijbehorende zorg in 13 landen. De mededingingsautoriteiten hebben goedkeuring gegeven aan de verkoop waardoor de transactie medio 2015 is afgerond.
De dochterondernemingen in Frankrijk (NM Médical) en Amerika (Byram Healthcare) zijn medio 2017 verkocht.

### Europese groei
Het onderdeel Direct & Institutioneel dat medische hulpmiddelen en zorg levert bleef bij Mediq. De dochteronderneming in Amerika (Byram Healthcare) werd in 2017 verkocht. In juni 2017 nam Mediq ACC Nordic AS and ACC Nordic AB over en in mei 2019 volgde de acquisitie van Puls, een distributeur van medische producten en apparatuur in Noorwegen en Denemarken. Sinds maart 2020 maakt ook de Engelse wondverzorgingsproductendistributeur H&R Healthcare Ltd deel uit van Mediq. Deze overnames hielden verband met de ondernemingsstrategie die gericht is op het rechtstreeks leveren van medische hulpmiddelen aan patiënten, zorgprofessionals en zorginstellingen in Europa.

## Omzet- en winstgeschiedenis
| Jaar | Omzet             | Nettoresultaat   |
| ---- | ----------------- | ---------------- |
| 2005 | € 2.229,0 miljoen | € 112,1 miljoen  |
| 2006 | € 2.281,0 miljoen | € 130,2 miljoen  |
| 2007 | € 2.476,7 miljoen | € 134,5 miljoen  |
| 2008 | € 2.730,2 miljoen | € -127,9 miljoen |
| 2009 | € 2.602,7 miljoen | € 74,5 miljoen   |
| 2010 | € 2.633,9 miljoen | € 76,7 miljoen   |
| 2011 | € 2.657,7 miljoen | € 73,4 miljoen   |

Hedendaags:
Douwe Egberts ·
HUBO ·
Koninklijke Jongeneel ·
Mediq ·
UMS Pastoe ·
Rabobank ·
Stork ·
Strukton ·
Vitens ·
WE

Niet meer bestaand:
Charles Vögele ·
De Korenschoof ·
De Landbouw ·
Demka ·
ElectroRail ·
GVU ·
Batterijenfabriek Herberhold ·
Hooghiemstra ·
Gemeentelijke Gasfabriek ·
Jan Jongerius N.V. ·
N.V. L B Kagenaar ·
Lood- en Zinkpletterij Hamburger ·
Lubro ·
Machinefabriek Frans Smulders ·
Machinefabriek Jaffa ·
NIEAF ·
Olland · 
Pannevis · 
PEGUS ·
N.V. Philips Lasstavenfabriek ·
PUEM ·
Systeem Coq ·
Van Boekhoven - Bosch ·
Werkspoor